# Artigiano

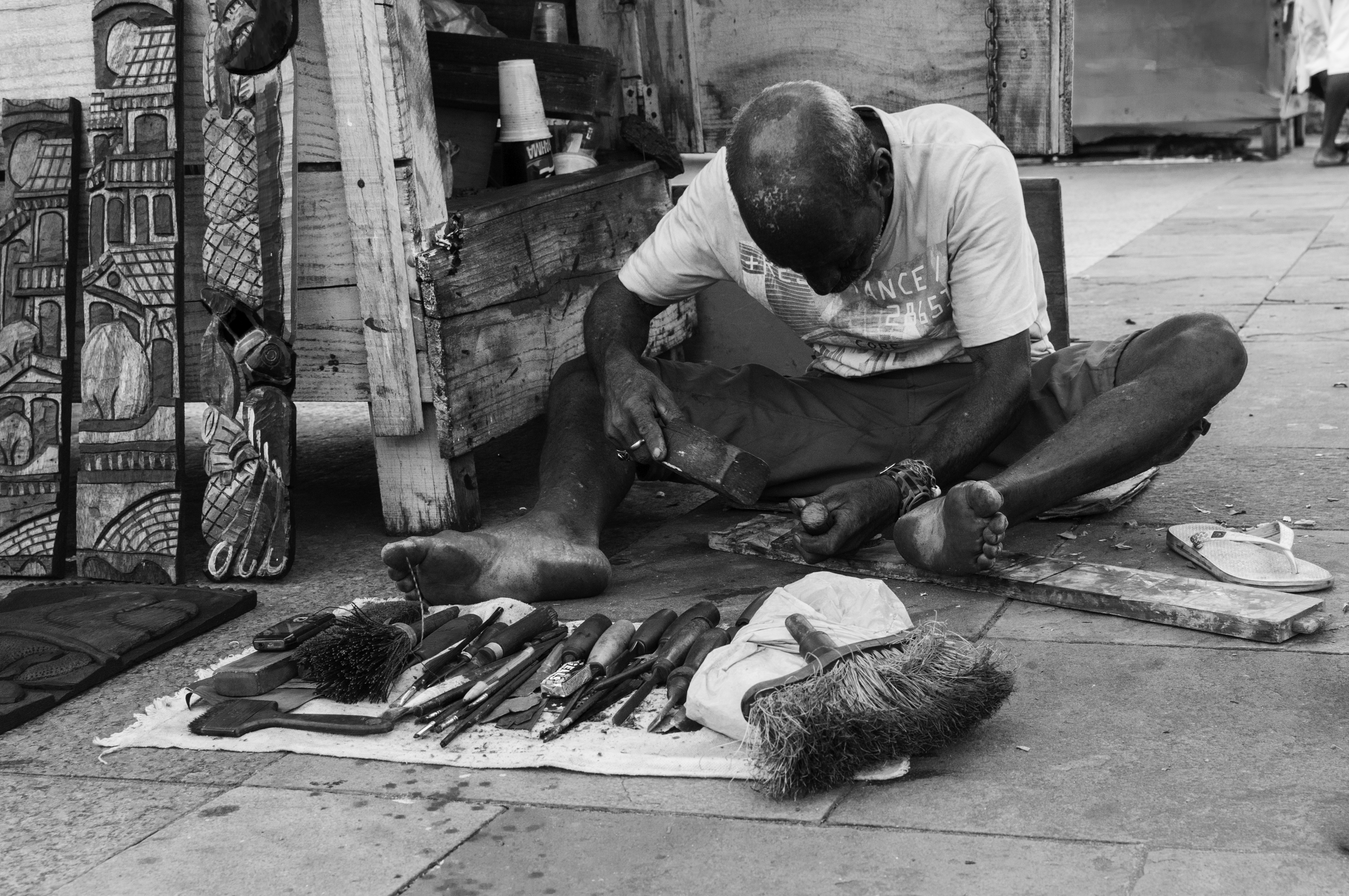
Artigiano di strada in Brasile.

Un artigiano è un lavoratore esperto che utilizza attrezzi, macchinari e materie prime per la produzione o la trasformazione di determinati manufatti (oggetti o alimenti). Prima della rivoluzione industriale tutta la produzione era affidata a loro.
La ditta cui fa capo un artigiano (titolare o socio) è denominata impresa artigiana (che può o meno essere una società).

## Cooperative

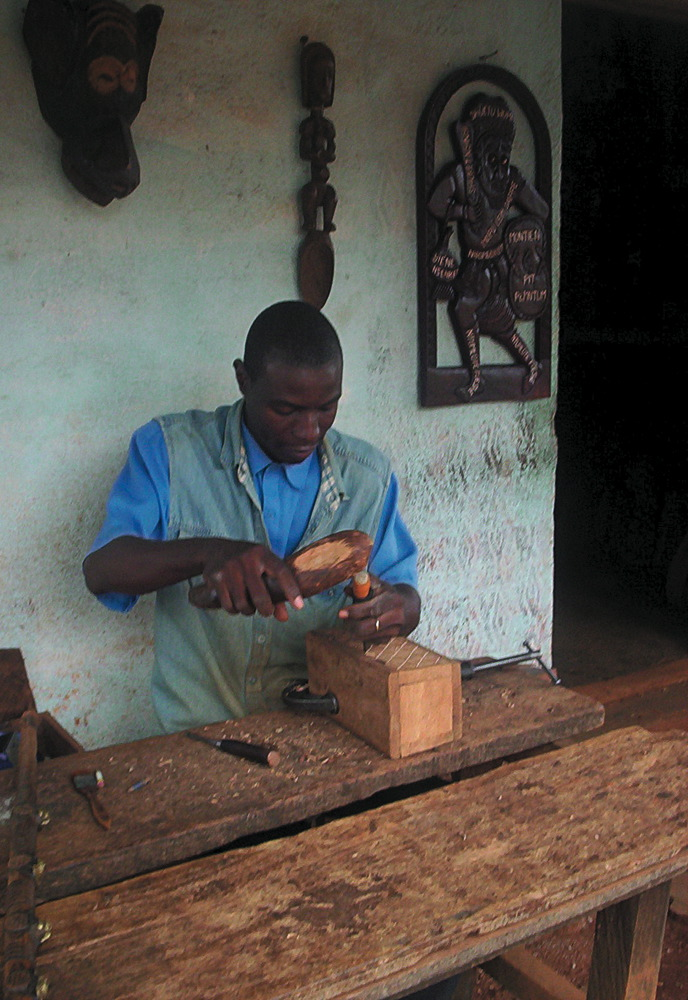
Un artigiano del Camerun al lavoro.

Nell'antichità pre-romana la condizione giuridica degli artigiani, fu generalmente precaria, dato che vennero valutati allo stesso livello degli schiavi, nonostante i migliori riuscissero a raggiungere una certa importanza.
Nell'antica Roma la condizione degli artigiani migliorò gradualmente fino a consentire loro di ottenere la dignità di cavaliere. A Costantinopoli, si tesserono particolari vincoli per prevedere una continuità di mestiere nell'ambito familiare. In questo periodo storico le officine imperiali si accostarono, per importanza, alle corporazioni, ed assunsero un ruolo fondamentale per trasmettere le conoscenze e gli uomini in tutte le zone dell'Impero.
In Europa, durante il Medioevo, gli artigiani si riunivano spesso in cooperative. Erano associazioni approvate dalle autorità locali e alle quali erano dati certi diritti. Le cooperative controllavano la produzione e la distribuzione della merce per accertarne la qualità e per impedire la concorrenza dei mercati esterni.
Tra tutte le corporazioni, una delle più ricche fu quella dei muratori che già ai quei tempi poteva concedersi il lusso di riunirsi in locali appositi, chiamati logge. Nello stesso periodo la considerazione degli artigiani nel mondo islamico era piuttosto scarsa, mentre in Oriente fiorì l'attività artigianale presso i centri religiosi e le corti; in Cina la pittura venne avvicinata alla poesia come grado di importanza, a scapito della scultura. Assieme ai commercianti, gli artigiani occuparono la fila centrale della gerarchia sociale europea ed indiana, sotto gli aristocratici e sopra gli agricoltori. Al contrario, la categoria degli artigiani nel periodo Edo del Giappone è stato sotto i samurai e gli agricoltori, ma sopra i mercanti.
Per diventare un artigiano nelle cooperative, una persona doveva lavorare da giovane sotto un artigiano esperto, come apprendista non pagato. Quando completavano l'addestramento diventavano operai a tutti gli effetti e ricevevano una paga. Per essere riconosciuto come esperto doveva produrre merci che rispettassero gli standard della sua cooperativa.
Fu ai tempi dell'Umanesimo che le corporazioni raggruppanti le arti del disegno iniziarono a staccarsi dalla altre, invocando trattamenti migliori, ma bisognerà attendere la costituzione delle Accademia per assistere ad una distinzione economica e pratica tra gli artigiani e gli artisti.

## Gioiellieri

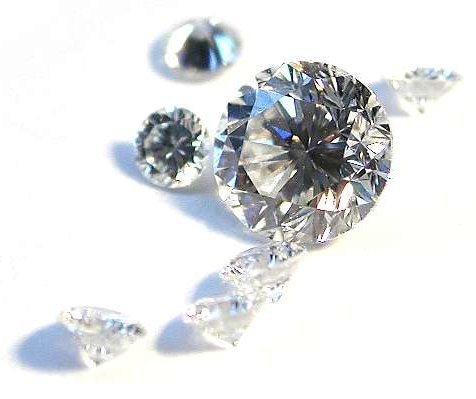
Alcuni diamanti.

Gli artigiani specializzati nella gioielleria cominciarono a creare oggetti nel 7000 a.C., quando l'oro cominciò ad essere scolpito per adornare gli esseri umani. Tutt'oggi questo mestiere continua ad essere praticato ed esistono moltissimi gioiellieri al mondo. Anche se il prezzo dei loro manufatti non può di certo essere competitivo con i gioielli fatti con l'ausilio delle macchine, sono molto apprezzati per la loro unicità, varietà e bellezza.